# Hyllisia lineata
Hyllisia lineata là một loài bọ cánh cứng trong họ Cerambycidae.